# John Sullivan (scenarzysta)
John Richard Thomas Sullivan OBE (ur. 23 grudnia 1946 w Londynie, zm. 23 kwietnia 2011) – angielski scenarzysta, znany przede wszystkim z angielskich sitcomów Only Fools and Horses, Citizen Smith i Just Good Friends.